# جکی اسکات
جکی اسکات (انگلیسی: Jackie Scott; ۲۲ دسامبر ۱۹۳۳ – ژوئن ۱۹۷۸) بازیکن فوتبال اهل ایرلند شمالی بود.
از باشگاه‌هایی که در آن بازی کرده‌است می‌توان به باشگاه فوتبال گریمزبی تاون، باشگاه فوتبال یورک سیتی، باشگاه فوتبال منچستر یونایتد، و باشگاه فوتبال مارگیت اشاره کرد.
وی همچنین در تیم‌های ملی فوتبال ایرلند شمالی بی و ایرلند شمالی بازی کرده‌است.